# Abandono emocional
El abandono emocional es un estado emocional subjetivo en el que los individuos se sienten indeseados, dejados de lado, inseguros o rechazados. Las personas que experimentan este abandono pueden sentirlo como una pérdida o como el distanciamiento de una fuente de sustento que se ha retirado ya sea de forma abrupta o gradual.
En una situación típica de abandono, la separación del vínculo emocional es unilateral, o sea, el objeto del apego es quien decide romper el vínculo. El sentirse rechazado, que es un componente significativo del abandono emocional, tiene un impacto biológico al activar los centros del dolor físico en el cerebro lo que puede dejar una marca emocional en el sistema de alarma cerebral.
El abandono ha sido un tema principal en la poesía y la literatura desde tiempos remotos.

## Trastornos y consideraciones del tratamiento
Los individuos que experimentan sentimientos de abandono emocional también pueden experimentar un amplio rango de pensamientos y conductas inadaptadas (por ejemplo, síntomas depresivos, evasión de las relaciones o dependencia de estas) que pueden presentarse como una fuente de dificultades en la vida diaria, en particular, en el contexto social y de relaciones interpersonales. Tales dificultades pueden invalidar la habilidad para establecer y/o mantener relaciones significativas y cercanas con otros. Si bien los pensamientos y conductas inadaptadas a veces se encuentran presentes en el contexto de ciertos trastornos psicológicos (por ejemplo, trastorno límite de la personalidad [TLP], trastorno de personalidad antisocial [también conocido como sociopatía], depresión o trastornos de ansiedad), no todos los individuos que experimentan los sentimientos del abandono emocional cumplen con los criterios de un trastorno psicológico. Estos individuos pueden desenvolverse dentro de límites normales a pesar de la presencia de estas dificultades emocionales.
Los sentimientos de abandono emocional por sí solos no son suficientes para que sean considerados como diagnóstico de un trastorno psicológico. Dichos sentimientos deberían ser analizados solo por un profesional de la salud mental en conjunto con toda la información disponible y con un criterio de diagnóstico previo para sacar conclusiones sobre el estado de la salud mental de una persona. El profesional puede recomendar el tratamiento más apropiado de las numerosas planificaciones existentes que son útiles para la mejoría de las conductas y pensamientos inadaptados que se manifiestan comúnmente en aquellos que se sienten abandonados emocionalmente. Por ejemplo, La terapia cognitiva conductual (CBT en inglés) es eficaz en el tratamiento de la depresión, de los trastornos de ansiedad y TEPT (trastorno por estrés postraumático). La terapia centrada en las emociones (en inglés Emotionally focused therapy, también conocida en español como terapia de regulación emocional) es eficaz para tratar la depresión. La terapia dialéctica conceptual o terapia dialéctico-comportamental (DBT; en inglés) es eficaz para tratar comportamientos emocionalmente negativos e impulsivos vistos en su mayoría en aquellos que han sido diagnosticados con trastorno límite de la personalidad. Otra forma de tratamiento apropiado para las personas con TLP es la terapia de aceptación y compromiso (ACT en inglés). Esta terapia se enfoca en que el individuo evite recuerdos y emociones dolorosas. Las técnicas de esta terapia están diseñadas para trabajar los procesos del pensamiento enfocándose en estar conscientes en el aquí y ahora además de aceptar pensamientos y sentimientos incómodos o dolorosos. Es fundamental para el tratamiento ACT que se reformulen las percepciones inapropiadas de los pensamientos para convertirlas en apropiadas y comprometerse a alinear los comportamientos con las propias metas y valores. Todos los tipos de tratamiento y sus respectivas planificaciones deberían estar, así como los procesos para dar con el diagnóstico, basados en la presentación individual y en la evaluación hecha por un profesional de la salud mental antes de iniciar el tratamiento.

## Ansiedad por separación
A la ansiedad por separación, que es un sustrato del abandono emocional, se le reconoce como la primera fuente de angustia y disfunción humana. Cuando se experimenta una amenaza o separación dentro del apego primario, se genera una respuesta autónoma del miedo. A esta respuesta se le conoce como estrés por separación o ansiedad por separación. El estrés por separación ha sido objeto de una extensa investigación en las áreas de la psicología y la neurobiología y se ha demostrado que es una respuesta universal a la separación, respuesta que se da en el mundo animal del que los humanos forman parte. Investigadores midieron los chillidos de angustia y hormonas de estrés en crías de ratas que fueron separadas de sus madres durante un periodo para determinar las condiciones variables de la respuesta a la separación. A medida que las ratas alcanzaron la madurez, nuevamente se examinaron sus comportamientos reactivos y sus hormonas de estrés que mostraron un parecido sorprendente con la depresión, la ansiedad, los comportamientos evasivos y las posturas de auto derrota con los síntomas que muestran personas a las que se les conoce por haber sufrido traumas por separación anteriormente.
Cuando las personas pierden una relación primaria se dan cuenta de las posibles repercusiones (por ejemplo, sentirse con incertidumbre respecto al futuro o con el temor de no ser capaces de salir de un abismo) debido al componente neocortical del funcionamiento humano, además de llevar una carga adicional de ansiedad por separación. Abandonar es “quitarle la ayuda o el apoyo a alguien, especialmente en el sentido del deber, lealtad o responsabilidad; desertar: abandonar a un amigo en problemas”. Cuando la pérdida se debe al retiro voluntario del objeto, una respuesta común es sentirse indigno del amor. Esto indica la tendencia de las personas a culparse a sí mismas por el rechazo. “¿no soy digno del amor, destinado a envejecer y a morir completamente solo, despojado de empatía o contacto humano?” Entre las ansiedades adicionales ocasionadas por las situaciones de abandono está el cuestionamiento de la propia conveniencia de uno como pareja y el temor al aislamiento eterno. La concurrencia de la propia devaluación y el miedo básico al rechazo diferencian a la pena del abandono de la mayoría de los otros tipos de duelo.

## Trauma psicológico
La depresión por pena de abandono crea un tipo de estrés constante que constituye un trauma emocional que puede ser tan grave como para dejar una marca emocional en el funcionamiento psicobiológico de los individuos, al afectar las elecciones futuras y las respuestas al rechazo, a la pérdida o a la separación. Un factor contribuyente al evento traumático es que “ser abandonado” desencadena el temor básico a la separación también conocido como el temor básico al abandono; el temor a ser dejado de lado, sin tener a nadie que se haga cargo de las necesidades vitales de uno. Nuestra primera ansiedad es el resultado de la separación con la madre. Esta sensación queda guardada en el cuerpo amigdalino (una estructura localizada en lo profundo del sistema de memoria emocional del cerebro) que es el responsable de acondicionar la reacción de lucha o huida al miedo (también llamada reacción de lucha, huida o parálisis, hiperexcitación, o respuesta de estrés agudo). El temor básico se podría haber iniciado como un trauma al nacer e incluso tener antecedentes prenatales. La memoria emocional está más o menos intacta antes o después de nacer y deja rastros de las sensaciones y emociones de las experiencias de separación del infante. Estos sentimientos primitivos son reactivados por eventos posteriores, en especial por las reminiscencias de separaciones abruptas o no deseadas de una fuente de sustento.
En la adultez, ser abandonado despierta el temor básico en conjunto con otras sensaciones primitivas que contribuyen a sentimientos de terror y pánico total. Resurgen las necesidades y urgencias infantiles y puede provocar una regresión simbiótica en la que los individuos se sienten, al menos por unos momentos, incapaces de sobrevivir sin el objeto perdido. Las personas también podrían experimentar intenso estrés por impotencia. Cuando hacen repetidos intentos sin éxito para forzar a sus parejas a regresar, se sienten desamparados e incapaces para la tarea. Esta impotencia hace que las personas se sientan poseídas por lo que Michael Balint llama “una capacidad limitada para llevar a cabo el trabajo de conquista, el trabajo necesario para convertir el objeto indiferente en uno partícipe”. Según Balint, sentir la “capacidad limitada” es traumática ya que produce un conflicto en la psiquis que deja a la persona vulnerable a respuestas emocionales más intensas dentro de las relaciones primarias.
Otro factor contribuyente a las condiciones traumáticas es el estrés de perder a un objeto de fondo. Un objeto de fondo es alguien de quien los individuos han llegado a depender sin darse cuenta hasta que el objeto ya no está presente. Por ejemplo, la relación servía como un sistema regulador mutuo. Muchas funciones psicobiológicas ayudaron a mantener el equilibrio de los individuos. Al estar en pareja, llegaron a ser reguladores externos el uno con el otro. Estaban en sintonía en muchos niveles: sus pupilas se dilataban en sincronía, repetían los mismos patrones de habla, de movimientos e incluso los mismos ritmos cardíacos y electroencefalográficos. Como pareja, funcionaban como un sistema mutuo de retroalimentación, estimulando y modulando los biorritmos de cada uno, de esta manera, respondían a las feromonas de forma recíproca y generaban una adicción al flujo constante de opiáceos endógenos provocados por la relación. Cuando la relación termina, los numerosos procesos que ayudó a regular se desajustan. El proceso de estrés se intensifica al saber que no fue la culpa de uno sino la de la pareja quién decidió romper el vínculo, ya que se incrementan los efectos biofisiológicos y emocionales. Esta información puede hacer que las personas interpreten sus intensas respuestas emocionales a la separación como evidencia de su aparente debilidad y “capacidad limitada para llevar a cabo el trabajo de conquista”.

### Trastorno por estrés postraumático
Algunas personas que experimentan estrés por abandono desarrollan síntomas postraumáticos. Estos síntomas asociados al abandono incluyen una secuela de reacciones emocionales intensificadas (que van de leves a graves) y mecanismos de defensa habituales (muchos de los cuales han llegado a ser inapropiados) a las amenazas percibidas o perturbaciones al propio sentido de uno mismo o a sus conexiones.
Hay varias predisposiciones psicobiológicas y factores ambientales que determinan si el propio trauma emocional podría llevar al desarrollo de un verdadero cuadro clínico de un trastorno por estrés postraumático. Un factor se relaciona con la variación en ciertas estructuras cerebrales. Según Jerome Kagan, algunas personas nacen con un locus cerúleo que tiende a producir mayores concentraciones de noradrenalina (o norepinefrina), una sustancia química cerebral involucrada con la excitación de la propia respuesta de defensa del cuerpo. Esto reduciría el umbral de excitación y lo haría más propenso a la ansiedad cuando se encuentra con estrés reminiscente de separaciones y temores de la niñez, por tanto, lo hace más propenso a ser postraumático.

### Trastorno límite de la personalidad
Los síntomas más distintivos del TLP son una marcada sensibilidad a la crítica o al rechazo e intenso temor a un posible abandono. En general, las características del TLP incluyen una intensa e inusual sensibilidad en las relaciones con otros, dificultad para regular las emociones e impulsividad. El miedo al abandono puede llevar a la superposición de las relaciones románticas ya que se desarrolla una nueva relación como medida de protección contra el abandono en la relación existente. Otros síntomas pueden incluir sentirse inseguro de la propia identidad personal, de la moral y de los valores, tener pensamientos paranoicos cuando se está estresado, despersonalización y en casos que van de moderados a severos, colapsos con la realidad inducidos por el estrés o episodios psicóticos.  

### Autoodio
El autoodio es la fobia específica al aislamiento; un miedo patológico a ser egotista o un temor a estar solo o aislado. Los que lo padecen no necesitan estar solos físicamente sino tan solo creer que son ignorados o que no son queridos.